# Simulium bucolicum
Simulium bucolicum är en tvåvingeart som beskrevs av Datta 1975. Simulium bucolicum ingår i släktet Simulium och familjen knott. Inga underarter finns listade i Catalogue of Life.